# Marinus Snoeren
Marinus Arnoldus Johannes Snoeren (Den Haag, 16 oktober 1919 - 11 juli 1982) was een Nederlandse cellist gespecialiseerd in barokmuziek.
Hij was zoon van leerbewerker Marinus Franciscus Snoeren en Petronella Johanna Maria de Heer. Hijzelf was getrouwd met Maria Theresia Agnes Buurman.
De muziekloopbaan begon met lessen op viool; pas op zijn achttiende wendde hij zich tot de cello met lessen van Co van der Beek en Carel van Leeuwen Boomkamp aan het Koninklijk Conservatorium te Den Haag. Hij won de Prix d'excellence in 1939. In 1943 sloot hij zich aan bij het Museum Kamerorkest van Dirk Balfoort. Niet veel later kwam het Residentie Orkest onder druk van de Duitse bezetter met de serie "Jonge solisten stellen zich voor". Het Residentie Orkest wist al te fanatieke aanhang van de Duitse bezetters af te weren; Snoeren kon wel aan de slag bij het orkest. Een vast dienstverband volgde in 1949. In 1959 werd hij docent aan de Leidsche Muziekschool. Hij was docent van de cellisten Anner Bijlsma, Herre-Jan Stegenga en Harro Ruijsenaars. Hij werd wel de "aristocrat of cellists" genoemd.
Gedurende vele jaren speelde Snoeren in kwartet Diligentia. Hij toerde intensief langs de Europese concertzalen en daarbuiten. Hij speelde celloconcerto's onder Jean Martinon. Rien Snoeren werd eveneens musicus (cello, dirigent en componist).